# Johannes F. Coy
 (décembre 2022).
La mise en forme du texte ne suit pas les recommandations de Wikipédia : il faut le « wikifier ».
Les points d'amélioration suivants sont les cas les plus fréquents :
- Les titres sont pré-formatés par le logiciel. Ils ne sont ni en capitales, ni en gras.
- Le texte ne doit pas être écrit en capitales (les noms de famille non plus), ni en gras, ni en italique, ni en « petit »…
- Le gras n'est utilisé que pour surligner le titre de l'article dans l'introduction, une seule fois.
- L'italique est rarement utilisé : mots en langue étrangère, titres d'œuvres, noms de bateaux, etc.
- Les citations ne sont pas en italique mais en corps de texte normal. Elles sont entourées par des guillemets français : « et ».
- Les listes à puces sont à éviter, des paragraphes rédigés étant largement préférés. Les tableaux sont à réserver à la présentation de données structurées (résultats, etc.).
- Les appels de note de bas de page (petits chiffres en exposant, introduits par l'outil «  Source ») sont à placer entre la fin de phrase et le point final[comme ça].
- Les liens internes (vers d'autres articles de Wikipédia) sont à choisir avec parcimonie. Créez des liens vers des articles approfondissant le sujet. Les termes génériques sans rapport avec le sujet sont à éviter, ainsi que les répétitions de liens vers un même terme.
- Les liens externes sont à placer uniquement dans une section « Liens externes », à la fin de l'article. Ces liens sont à choisir avec parcimonie suivant les règles définies. Si un lien sert de source à l'article, son insertion dans le texte est à faire par les notes de bas de page.
- La présentation des références doit suivre les conventions bibliographiques. Il est recommandé d'utiliser les modèles {{Ouvrage}}, {{Chapitre}}, {{Article}}, {{Lien web}} et/ou {{Bibliographie}}. Le mode d'édition visuel peut mettre en forme automatiquement les références.
- Insérer une infobox (cadre d'informations à droite) n'est pas obligatoire pour parachever la mise en page.

Pour une aide détaillée, merci de consulter Aide:Wikification.
Si vous pensez que ces points ont été résolus, vous pouvez retirer ce bandeau et améliorer la mise en forme d'un autre article.
Pour les articles homonymes, voir Coy.
Johannes F. Coy (né le 15 décembre 1963 à Otzberg dans l'Odenwald) est un biologiste et cancérologue allemand. Il est le découvreur des gènes TKTL1 et DNaseX (Apo10). Selon les dernières découvertes de la recherche sur l'évolution, TKTL1 est un gène clé qui a déclenché une formation accrue de neurones dans le néocortex et des améliorations structurelles du cerveau par rapport à l'homme de Neandertal, permettant ainsi les performances cognitives de l'homme moderne (Homo sapiens).

## Vie et activité scientifique
Johannes Coy a commencé ses études de biologie en 1985 à l'université Eberhard Karl de Tübingen, qu'il a achevées en 1990 en se concentrant sur la génétique moléculaire et humaine ainsi que sur la biochimie. La même année, il a rejoint le Centre allemand de cancérologie (DKFZ) à Heidelberg où, après sa thèse (cartographie d'un gène suppresseur de tumeur dans le neuroblastome), il est devenu membre du projet de recherche Analyse moléculaire du génome dirigé par le professeur Harald zur Hausen, alors directeur du DKFZ et futur lauréat du prix Nobel de médecine.
Il s'est alors concentré sur l'identification des gènes et a découvert dans ce contexte les deux gènes TKTL1 et DNaseX (Apo10). Sa thèse de doctorat, basée sur la découverte de ces deux gènes, lui a valu une mention summa cum laude en 1996. Sur la base de ses analyses des gènes TKTL1 et DNaseX (Apo10), Coy a conclu que ces deux gènes présentaient un potentiel pour de nouveaux marqueurs diagnostiques du cancer.
Dans la suite de ses travaux scientifiques, Coy s'est consacré à l'étude globale du métabolisme des cellules tumorales, notamment à l'utilisation des deux gènes pour la détection précoce du cancer sur la base de tests de diagnostic. Il a découvert que la présence simultanée de TKTL1 et de DNaseX (Apo10) dans les macrophages permettait de conclure à la présence d'un cancer et a participé au développement d'un test sanguin permettant de détecter TKTL1 et DNaseX (Apo10) dans les macrophages.
Il a également découvert la voie métabolique de la TKTL1 ainsi que le métabolisme des sucres qui lui est associé et qui permet d'éviter et de réparer les dommages cellulaires,,.

Parmi les développements diagnostiques de Coy résultant de ses recherches, on peut citer: 
- Détection d'épitopes dans les monocytes (EDIM) - méthode de détection de biomarqueurs dans les cellules du système immunitaire inné dans les échantillons de sang.
- Méthode de cytométrie de flux automatisable
- Tests sanguins basés sur la cytométrie de flux

Johannes Coy détient plusieurs brevets dans le domaine de la recherche et du diagnostic du cancer, entre autres sur DNaseX et TKTL1 :
- DNA encoding DNase and related vectors, host cells and antibodies (DNaseX)[8].
- Protéine liée à la transcétolase (TKTL1)[9].

## Distinctions
2007 : Prix Waltraut Fryda : décerné lors du congrès international de cancérologie biologique pour l'élucidation du rôle du gène TKTL1 dans le métabolisme de fermentation des cellules cancéreuses.
2006 : Prix scientifique Diaita : décerné par la Gesellschaft für Ernährungsmedizin und Diätetik e.V. (aujourd'hui Fachgesellschaft für Ernährungstherapie und Prävention (FET) e.V.) lors du salon Medica pour un engagement scientifique exceptionnel dans le domaine de la recherche, du diagnostic et de la thérapie du cancer.

## Publications
2022
- Blood-Test Based Targeted Visualization Enables Early Detection of Premalignant and Malignant Tumors in Asymptomatic Individuals[10].

2017
- EDIM-TKTL1/Apo10 Blood Test: An Innate Immune System Based Liquid Biopsy for the Early Detection, Characterization and Targeted Treatment of Cancer[3].

2016
- A key role for transketolase-like 1 in tumor metabolic reprogramming[5].

2013
- A biomarker based detection and characterization of carcinomas exploiting two fundamental biophysical mechanisms in mammalian cells[11].

2009
- Transketolase-like protein 1 (TKTL1) is required for rapid cell growth and full viability of human tumor cells[12].

2006
- Expression of transketolase TKTL1 predicts colon and urothelial cancer patient survival. Warburg effect reinterpreted[6].

2005
- Mutations in the transketolase-like gene TKTL1. Clinical implications for neurodegenerative diseases, diabetes and cancer[7].

2000
- Functional characterization of DNase X, a novel endonuclease expressed in muscle cells[13].

1996
- Molecular cloning of tissue-specific transcripts of a transketolase-related gene. Implications for the evolution of new vertebrate genes[1].

- Isolation, differential splicing and protein expression of a DNase on the human X chromosome[2].

## Liste des références
1. 1 2  (en) Johannes F. Coy, Stefan Dübel, Petra Kioschis et Karen Thomas, « Molecular Cloning of Tissue-Specific Transcripts of a Transketolase-Related Gene: Implications for the Evolution of New Vertebrate Genes », Genomics, vol. 32, no 3,‎ 15 mars 1996, p. 309–316 (ISSN 0888-7543, DOI 10.1006/geno.1996.0124, lire en ligne, consulté le 15 décembre 2022)
2. 1 2  J. F. Coy, I. Velhagen, R. Himmele et H. Delius, « Isolation, differential splicing and protein expression of a DNase on the human X chromosome », Cell Death and Differentiation, vol. 3, no 2,‎ avril 1996, p. 199–206 (ISSN 1350-9047, PMID 17180083, lire en ligne, consulté le 15 décembre 2022)
3. 1 2 3 4  (en) Johannes F. Coy, « EDIM-TKTL1/Apo10 Blood Test: An Innate Immune System Based Liquid Biopsy for the Early Detection, Characterization and Targeted Treatment of Cancer », International Journal of Molecular Sciences, vol. 18, no 4,‎ avril 2017, p. 878 (ISSN 1422-0067, PMID 28425973, PMCID PMC5412459, DOI 10.3390/ijms18040878, lire en ligne, consulté le 15 décembre 2022)
4. ↑  (en) Anneline Pinson, Lei Xing, Takashi Namba et Nereo Kalebic, « Human TKTL1 implies greater neurogenesis in frontal neocortex of modern humans than Neanderthals », Science, vol. 377, no 6611,‎ 9 septembre 2022, eabl6422 (ISSN 0036-8075 et 1095-9203, DOI 10.1126/science.abl6422, lire en ligne, consulté le 15 décembre 2022)
5. 1 2  (en) Santiago Diaz-Moralli, Esther Aguilar, Silvia Marin et Johannes F. Coy, « A key role for transketolase-like 1 in tumor metabolic reprogramming », Oncotarget, vol. 7, no 32,‎ 6 juillet 2016, p. 51875–51897 (ISSN 1949-2553, PMID 27391434, PMCID PMC5239521, DOI 10.18632/oncotarget.10429, lire en ligne, consulté le 15 décembre 2022)
6. 1 2  (en) S. Langbein, M. Zerilli, A. zur Hausen et W. Staiger, « Expression of transketolase TKTL1 predicts colon and urothelial cancer patient survival: Warburg effect reinterpreted », British Journal of Cancer, vol. 94, no 4,‎ février 2006, p. 578–585 (ISSN 1532-1827, PMID 16465194, PMCID PMC2361175, DOI 10.1038/sj.bjc.6602962, lire en ligne, consulté le 15 décembre 2022)
7. 1 2  Johannes F. Coy, Dirk Dressler, Juergen Wilde et Peter Schubert, « Mutations in the transketolase-like gene TKTL1: clinical implications for neurodegenerative diseases, diabetes and cancer », Clinical Laboratory, vol. 51, nos 5-6,‎ 2005, p. 257–273 (ISSN 1433-6510, PMID 15991799, lire en ligne, consulté le 15 décembre 2022)
8. ↑  (de) Hanswalter Zentgraf, Annemarie Poustka, Johannes Coy et Iris Velhagen, Protein mit dnase-aktivität, 9 novembre 2005 (lire en ligne)
9. ↑  (de) Annemarie Poustka et Johannes Coy, Transketolase-verwandtes protein, 31 mai 2006 (lire en ligne)
10. ↑  Simon Burg, Audrey Laure Céline Grust, Oliver Feyen, Katja Failing, Gamal-André Banat, Johannes F Coy, Martin Grimm, Martin Gosau, Ralf Smeets, « Blood-Test Based Targeted Visualization Enables Early Detection of Premalignant and Malignant Tumors in Asymptomatic Individuals » [PDF], sur clinandmedimages, 20 mai 2022 (consulté le 15 décembre 2022)
11. ↑  Martin Grimm, Steffen Schmitt, Peter Teriete et Thorsten Biegner, « A biomarker based detection and characterization of carcinomas exploiting two fundamental biophysical mechanisms in mammalian cells », BMC Cancer, vol. 13, no 1,‎ 4 décembre 2013, p. 569 (ISSN 1471-2407, PMID 24304513, PMCID PMC4235042, DOI 10.1186/1471-2407-13-569, lire en ligne, consulté le 15 décembre 2022)
12. ↑  (en) Xiaojun Xu, Axel zur Hausen, Johannes F. Coy et Martin Löchelt, « Transketolase-like protein 1 (TKTL1) is required for rapid cell growth and full viability of human tumor cells », International Journal of Cancer, vol. 124, no 6,‎ 15 mars 2009, p. 1330–1337 (DOI 10.1002/ijc.24078, lire en ligne, consulté le 15 décembre 2022)
13. ↑  (en) Marek Los, Dagmar Neubüser, Johannes F. Coy et Malgorzata Mozoluk, « Functional Characterization of DNase X, a Novel Endonuclease Expressed in Muscle Cells », Biochemistry, vol. 39, no 25,‎ 1er juin 2000, p. 7365–7373 (ISSN 0006-2960 et 1520-4995, DOI 10.1021/bi000158w, lire en ligne, consulté le 15 décembre 2022)

Tests sanguins basés sur la cytométrie